# Nephrodium expansum
Nephrodium expansum là một loài thực vật có mạch trong họ Dryopteridaceae. Loài này được (Poir.) Desv. miêu tả khoa học đầu tiên năm 1827.